# Listă de sculptori britanici
Aceasta este o listă de sculptori britanici.

## A
- John Adams-Acton
- Maurice Agis
- Alexander (skulptör)
- David Annesley
- Michael Dan Archer
- Kenneth Armitage
- Michael Ayrton

## B
- John Bacon
- Edward Hodges Baily
- James Bates
- Franta Belsky
- Charles Bell Birch
- Hamish Black
- Clarence Blum
- Joseph Boehm
- Michael Bolus
- Stephen Broadbent
- Thomas Brock
- Reg Butler

## C
- Anthony Caro
- Lynn Chadwick
- Francis Leggatt Chantrey
- John Clinch
- Stephen Cox
- Tony Cragg
- George Cutts

## D
- Richard Deacon
- William Reid Dick
- Frank Owen Dobson
- Joseph Durham

## E
- Jacob Epstein
- Robert Erskine
- David Evison

## F
- Ian Hamilton Finlay
- Barry Flanagan
- John Flaxman
- Edward Onslow Ford
- Laura Ford
- George Frampton
- Hannah Frank
- Helen Frik
- Elisabeth Frink

## G
- Grinling Gibbons
- John Gibson
- Alfred Gilbert
- Stephen Gilbert
- Eric Gill
- Andy Goldsworthy
- David Goode
- Antony Gormley

## H
- Nigel Hall
- Richard Harris
- Sean Henry
- Barbara Hepworth
- Nicola Hicks
- Richard Hudson

## J
- Philip Jackson
- Adrian Jones

## K
- Anish Kapoor
- David Kemp
- Phillip King
- Rick Kirby

## L
- Richard Long

## M
- David Mach
- Diane Maclean
- Raymond Mason
- Sally Matthews
- Bernard Meadows
- Keith Milow
- Henry Moore
- Marlow Moss
- Ivan Murray

## N
- David Nash
- Oscar Nemon
- Joseph Nollekens

## P
- Eduardo Paolozzi
- Susan Philipsz
- Guy Portelli
- Thom Puckey
- Tessa Pullan
- William Pye

## Q
- Marc Quinn

## R
- Ronald Rae
- Peter Randall-Page
- Betty Rea
- Louis-François Roubiliac
- Colin Rose

## S
- Bernard Schottlander
- Benno Schotz
- Kathleen Scott
- Tim Scott
- Anthony Smith

## T
- Jason deCaires Taylor
- Wendy Taylor
- Alan Thornhill
- Mary Thornycroft
- William G. Tucker
- William Turnbull

## V
- Viktor av Hohenlohe-Langenburg

## W
- André Wallace
- Ian Walters
- George Frederic Watts
- Richard Westmacott
- Richard Westmacott (1799–1872)
- Julian Wild
- Isaac Witkin
- Bill Woodrow
- Thomas Woolner

## Y
- Emily Young